# Siló (tároló)

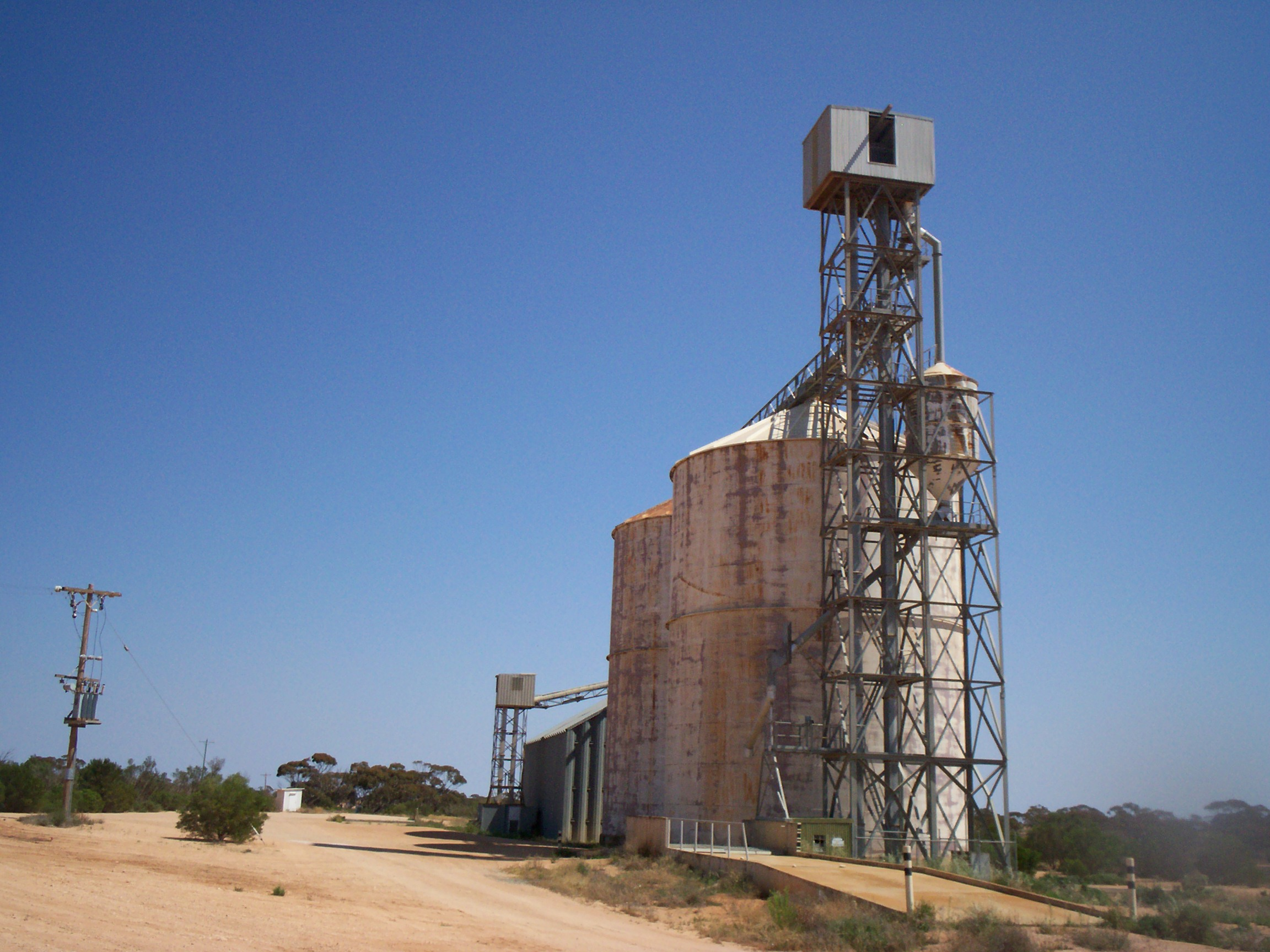
Szerelt acélsilók

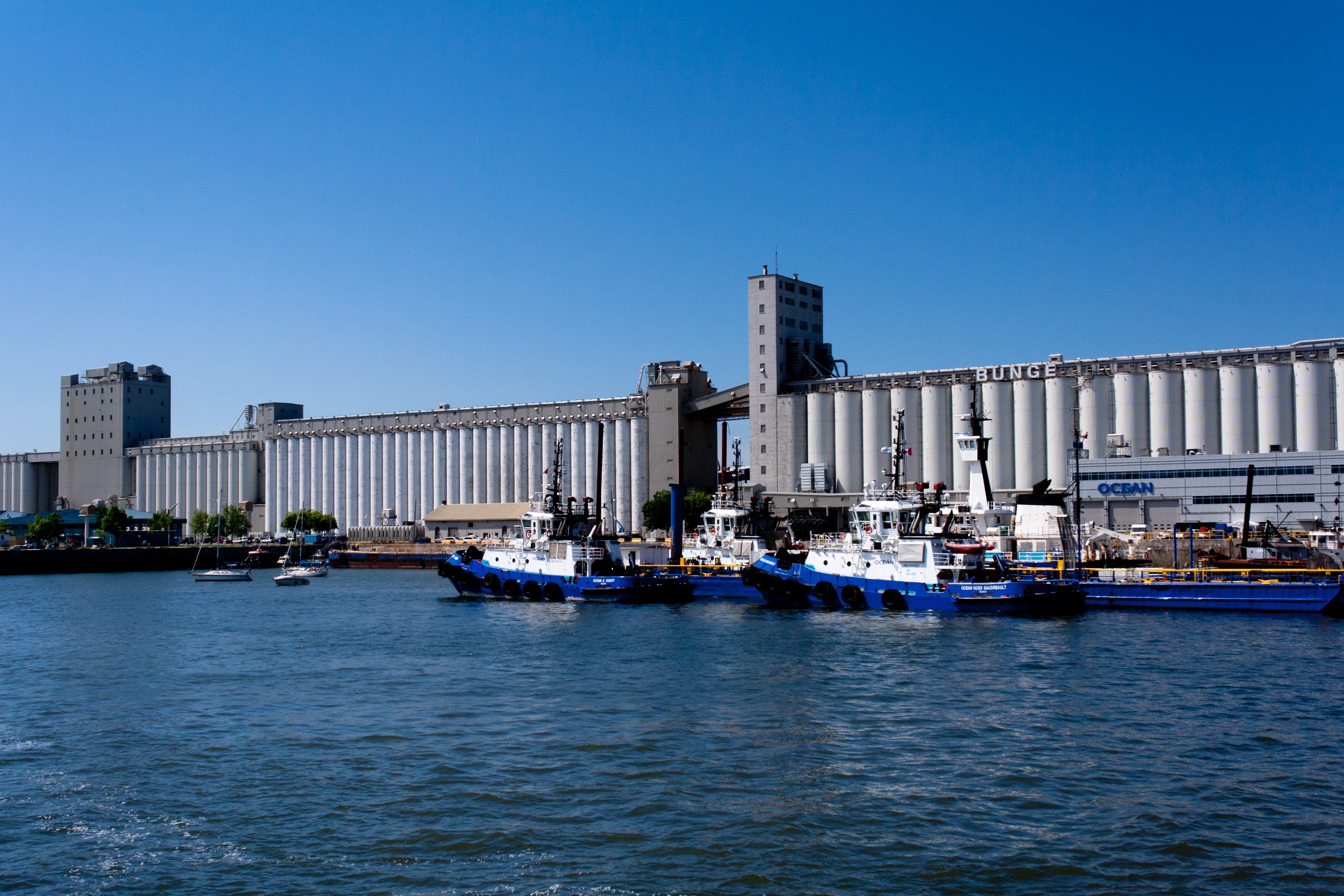
Silók a Québeci kikötőben

A silók ömlesztett áru (például liszt, cukor) illetve szemestermények (például: gabona) tárolására alkalmas épített vagy szerelt berendezések. A szócikk a liszt és a porózus anyagok (cement, cukor) tárolására utal, hiszen a silókban tárolt anyagok olyan sokfélék, hogy általános megfogalmazás nem lehetséges.

## Típusai

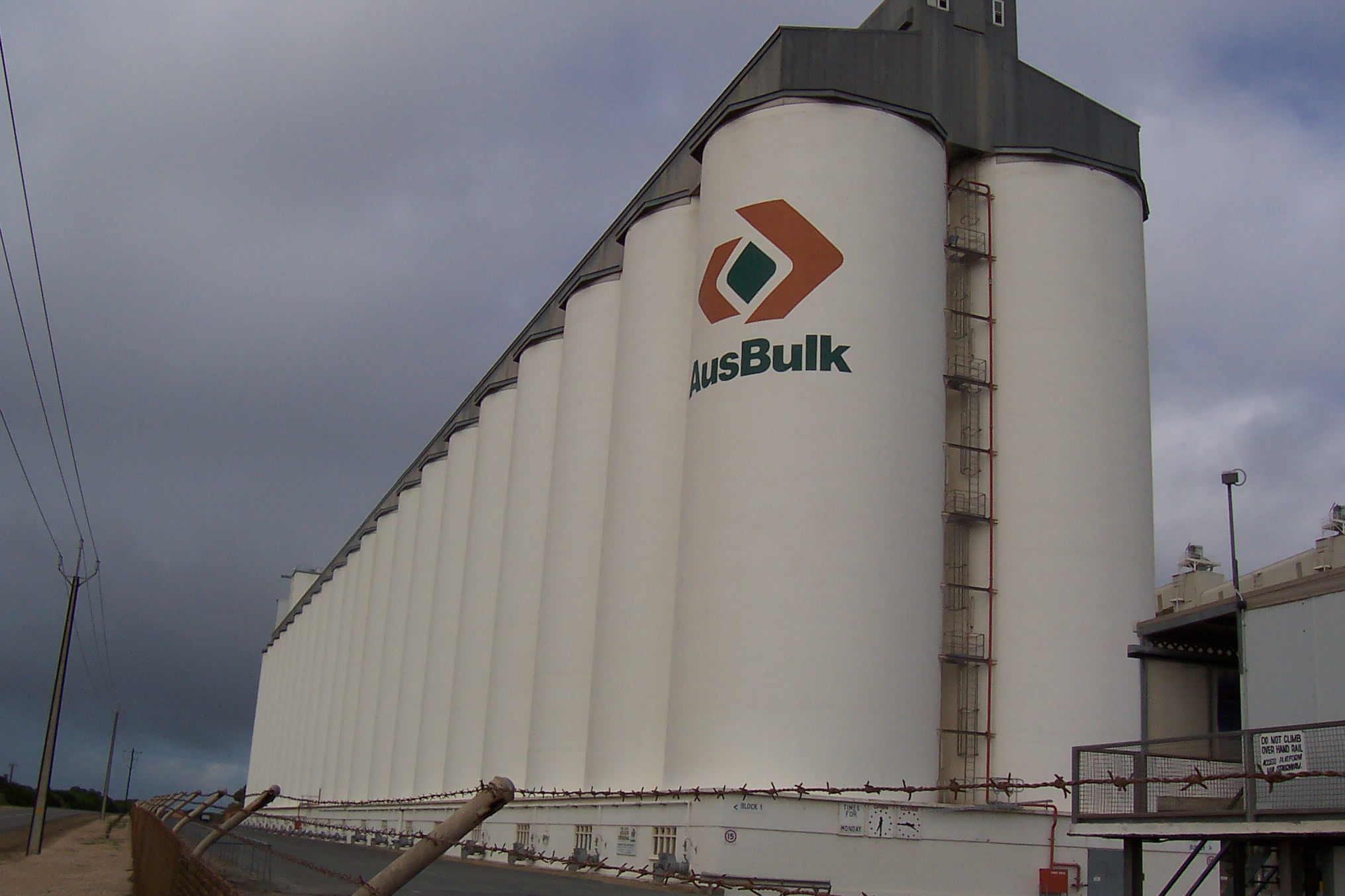
Vasbeton silók

### Vasbeton silók
Ezek a silók az üzemépülethez csatlakoznak. Keresztmetszetük négyszög vagy kör lehet. A négyszög keresztmetszet előnye a helytakarékos elrendezés, a hátránya az, hogy a sarkokban könnyen feltapad a liszt. A kör keresztmetszetű helypazarló ugyan, de a kitárolás szempontjából előnyösebb. Az egymás mellett elhelyezett silókat celláknak nevezik. A cellák számát és méretét az üzem nagysága és termelési kapacitása határozza meg. Az épített vasbeton silók belső falát simára, jól tisztíthatóra készítik. A cellákat felül a töltő- vagy tisztítónyílás fedele, alul pedig a lisztet a cellából kiszállító ún. kitárolószerkezet határolja.

### Acéllemez silók
Az acéllemez silókat a vasbeton silóknál olcsóbban és gyorsabban telepítik. Ezek általában kör keresztmetszetűek.
A gyakorlatban nagyon jól beváltak a hőszigetelés nélküli lemez silók, páralecsapódás ugyanis a belső felületeken nincs, mert a pneumatikus szállításhoz használt légkompresszor a szabadból szívja a levegőt, a hőviszonyok így kívül-belül megegyeznek. A szerelt lemezsilók befogadóképessége 10-50 tonna, átmérőjük 2,8 méter, magasságuk elérheti a 18 métert.

### Műanyag silók
A szabadtérben felállított silók anyaga üvegszállal erősített poliészter; ennek nagy előnye, hogy nem lép fel korrózió.
A silókat acéllábakra állítják és rögzítik. Az elemekből csavarokkal összeállított silót az üzem igénye szerinti befogadóképességűre készítik el.

### Napi tartályok
Elnevezésük arra utal, hogy az üzemen belül, közvetlenül a felhasználási hely felett elhelyezett tartályban 1-1,5 napra elegendő liszt fér el. Anyaguk leginkább acéllemez, de készülhetnek üvegszálas poliészterből is.

## Tartálykitároló szerkezetek
Az ömlesztve tárolt liszt a tartályban tömörödik és kitároláskor gyakran fennakad, boltozódik. Ez elkerülhető, ha a kitároló szerkezet úgy működik, hogy a lisztoszlop a silóból teljes keresztmetszetben, egyenletesen fogy. Ekkor ugyanis a lisztoszlop lassan csúszik lefelé, boltozódni nem tud.
Több kitárolórendszert ismerünk, amely a lisztet fennakadás, boltozódás nélkül kivezeti a tároló tartályból.
Korábban használtak gépi, mechanikus szerkezetet is, ilyen volt a kaparóláncos kitároló.
Feladatát ugyan ellátta, de túl sok energiát használt fel.
Előnyösebb a csigás kitároló és a léglazításos (fluid) kitároló szerkezet.
Mindkettőt használják nagyméretű tároló silókhoz és kisebb befogadóképességű napi tartályokhoz is.

### Csigás kitárolók

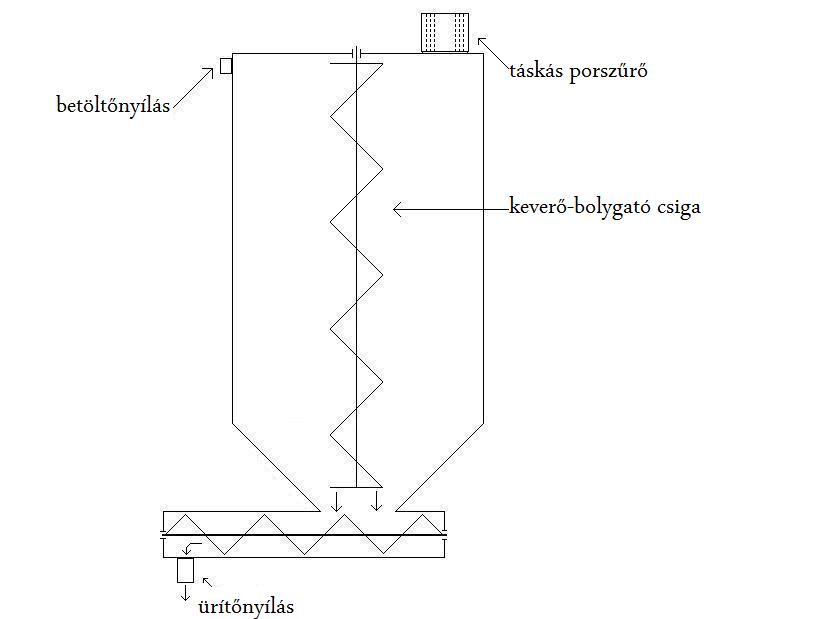
Keverő-bolygató csigás kitároló

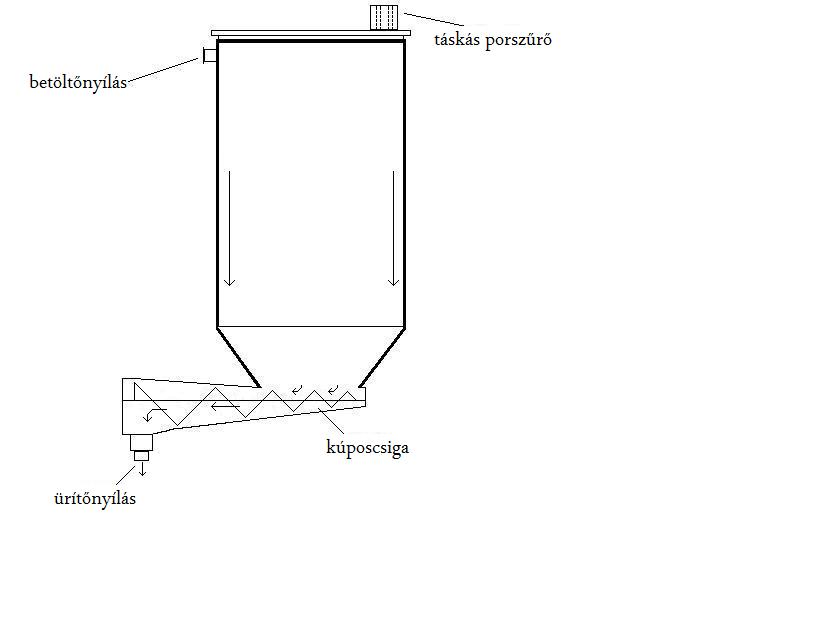
Kúposcsigás tartálykitároló

Ha egy tartály alsó részét kúposan összeszűkítjük és alá szállítócsigát szerelünk, akkor a csiga a kihulló lisztet elszállítja. A folyamat azonban nagyon rövid idő alatt megszakad: a liszt fennakad, boltozódik.
Ez ellen védekezve alakították ki a keverő-bolygató csigás kitárolót és a kúposcsigás kitárolót.
A keverő-bolygató csigás kitárolóban a függőleges csiga meggátolja a liszt fennakadását. Célja egyúttal az is, hogy a lisztet felfelé mozgatva hatásosan keverje. A kúpos felületen a kiszállítandó liszt fennakadás nélkül a vízszintes csigához csúszik.
A kúposcsigás kitároló abban tér el az egyszerű szállítócsigáktól, hogy a csigalevél átmérője a szállítás irányában egyenletesen növekszik, ennek eredményeként a lisztszállítás a tartály teljes keresztmetszetében ugyancsak egyenletes.

### Léglazításos kitároló
Működése azon a jelenségen alapszik, hogyha a lisztet fellazítjuk levegővel, akkor a liszt-levegő keverék folyadékszerűen viselkedik, ezt a fellazítást nevezik fluid állapotnak.
A léglazításos kitárolóknál a siló fenéklapját egy 15 fokos ferde sík alkotja, amely lyukacsos anyagból készül, ez lehet textilanyag vagy kerámia. A ferde sík alá nyomott levegő egyenletesen elosztva behatol a liszt alsó rétegébe, így azt fluidizálja, lazítja. A fluidizált réteget a lisztoszlop nyomása az ürítőnyíláshoz kényszeríti. A lisztoszlop így lejjebb csúszhat a siló teljes keresztmetszetében. Az alsó réteg fellazítása hatásosabb, ha a levegőt lökésszerűen nyomják az elosztókamrába, ezért a levegő útját egy szelep önműködően nyitja-zárja.
A léglazításos kitároló előnye, hogy feladatát rendkívül egyszerű üzembiztos szerkezettel oldja meg.

## Silótartályok anyagszint érzékelői
Tartályok töltésekor és ürítésekor egyaránt fontos, hogy ismerjük a tartályban lévő anyag mennyiségét. Ezt a feladatot látják el az anyagszint érzékelő berendezések.
Működési elvük szerint megkülönböztetünk:
- membrános és
- kapacitív szintjelző készülékeket.

A kétféle szintjelző működése lényegesen eltér.

### Membrános szintjelző
A szintjelző belső oldalát, amely az anyaggal érintkezik egy vékony, rugalmas lemez: a membrán zárja le. A membránlemez mögött elektromos kapcsoló van elhelyezve. Ha a szintjelző magasságában van anyag a membrán lemez benyomja a kapcsolót és ennek hatására az ellenőrző táblán felgyullad egy jelzőlámpa. Ha az anyag elfogy az áramkör megszakad és elaszik a jelzőfény. Az ellenőrző tábla az üzemben van elhelyezve. A membrános érzékelő hátránya, hogy nem ad pontos tájékoztatást a tartályban lévő anyag mennyiségéről ezért a kapacitív szintérzékelő jobb megoldás.

### Kapacitív szintjelző
A kapacitív szintjelző az elektromos kondenzátorok elvén működik. A kondenzátornak két pólusa van, az egyik pólus a tartályba nyúló hosszú fémrúd, a másik pólus maga az acéllemez silófal. E nagyméretű kondenzátor kapacitása attól függ, hogy milyen anyag van a pólusok között (liszt, levegő, cement stb.). Az anyag szintjének folyamatos változása folyamatos kapacitásváltozást okoz, amit egy műszer érzékel. A jelzőműszer már az anyagszintnek megfelelő értéket mutatja, amely így könnyen leolvasható. A membrános szintérzékelővel ellentétben ez a műszer már közbenső értéket is képes mutatni. Ez az érzékelő folytonos jellegű mérésre alkalmas, míg a membrános csak szakaszos jellegű tájékoztatásra képes. Hátránya, hogy ez a típus csak acéllemez silóknál alkalmazható, míg a membrános vasbeton és műanyag silóknál is telepíthető.

## Légszűrő berendezések
A légszűrő berendezéseknek fontos szerepe van. Ezek a légszűrők a tartályok betárolásánál keletkező felszálló port képesek megkötni és visszajuttatni a tartályba. A berendezéseknek anyagi és környezetvédelmi szerepük van.
A silótartályok tetején helyezik el ezeket a berendezéseket. Több fajtájuk ismert létezik táskás és tömlős porszűrő, melyek ugyanazon elven működnek csupán a szűrőfelület alakjában van eltérés. A szűrőfelület általában valamilyen sűrű szövésű textil, de lehet cellulóz is, ez azonban nem elterjedt.

## Silótisztító berendezés
A silótartályokat időnként ki kell tisztítani. A tisztítást és fertőtlenítést sokszor a 20-30 méter magas silótartályok belsejébe ereszkedve kell elvégezni. A leereszkedéshez tehát csak olyan berendezést szabad használni, amely teljes biztonságot nyújt.
A berendezés lényege egy olyan drótköteles emelőszerkezet, amelyet egybeépítettek egy súrlódófékkel. A féket úgy alakítják ki, hogy az nem gátolja a teher felfelé emelését. Gátolja viszont a teher lefelé való mozgását.
A silótisztító szerkezet tehát megakadályozza azt, hogy a hajtókarok véletlen elengedése esetén a tisztítást végző dolgozó a mélybe zuhanjon. A dobról a kötél lecsavarodik ugyan, de csak nagyon lassan. A felemeléshez a dobot az ellenkező irányba kell forgatni, ezt a fék nem nehezíti.
A dolgozót az ülőszerkezettel emelheti motor is. Ilyen szerkezet használatakor egy szakembernek gondoskodnia kell arról, hogy áramkimaradásnál a kötél ne futhasson le, a fékezőszerkezetnek automatikusan rögzítenie kell a kötéldobot.
A silót tisztító dolgozót és munkatársait többféle veszély fenyegeti, ezért fontos balesetvédelmi szabályokat kell betartaniuk:
- egyéni védőfelszerelés használata kötelező (szemüveg, védőkötél, védősisak)
- két fő segítőnek állandóan figyelnie kell a silót tisztító dolgozó munkáját
- a silót tisztító dolgozó maximum 2 órát tartózkodhat a silótartályban
- rosszullét esetén azonnal fel kell őt emelni és a munkát nem folytathatja
- a tisztítandó felület megvilágításához csak 24 V-os robbanásbiztos lámpát használhatnak

## A silózene
A silózene szemcsés anyagot (pl. gabona, homok) tartalmazó silók ürítése során hallható búgó jellegű hangjelenség. Leginkább a szabadkifolyású tárolóknál jelenik meg, egyfajta rezonancia jelenség eredményeképpen. A jelenség tompul, ha gépi berendezéssel, aktívan ürítik a silót. A hanghatáson túl jelentőségét legfőképpen az adja, hogy a keletkező rezgések olyan erősek is lehetnek, hogy károsíthatják a siló szerkezetét. A jelenség magyarázata nem ismert. 